# Danielle Inks
Danielle „Dani“ Inks ist eine US-amerikanische Schauspielerin, Filmproduzentin, Sängerin und Model.

## Leben
Inks war fünf Jahre lang Sängerin der Rockband Dani & the Daddy Longleg Band. Sie lernte das Schauspiel an der Will Wallace Acting Company. 2009 debütierte sie als Filmschauspielerin in der Rolle der Maddie im Horrorfilm Maskhead. Sie blieb dem Horrorfilmgenre treu und übernahm so unter anderem 2015 im Kurzfilm Women in Horror Month: Massive Blood Drive, im Spielfilm Infernal aus demselben Jahr sowie 2016 in My Uncle John Is a Zombie! in der Rolle der Mandy Frost Rollen. Vom Mad Monster Magazine wurde sie zur Miss Scarizona 2015 gekürt. In der Folge fungierte sie als Gastgeberin für die Wahlen zur Miss Killafornia 2015 und Miss Killafornia 2016. 2018 übernahm sie im Mockbuster Hornet – Beschützer der Erde die Rolle der Flo. 2022 war sie unter anderen im Film Final X: The Final Experiment als Krankenschwester Price und in Family Affair als Schwester Sue zu sehen.
Seit 2013 tritt Inks auch als Filmproduzentin in Erscheinung. In diesem Jahr erschien der Horrorkurzfilm Insomniac. 2016 folgte der Kurzfilm A Moment, 2017 der Kurzfilm The Taste of Salt, der am 22. April 2017 auf dem Silicon Beach Film Festival gezeigt wurde.

## Filmografie (Auswahl)

### Schauspiel
- 2009: Maskhead
- 2012: Addictions (Kurzfilm)
- 2013: Insomniac (Kurzfilm)
- 2013: The Online Dating Guru (Miniserie, Episode 1x07)
- 2013: Truth on High (Kurzfilm)
- 2015: Women in Horror Month: Massive Blood Drive (Kurzfilm)
- 2015: Infernal
- 2015: Step It Up Steve (Miniserie)
- 2016: My Uncle John Is a Zombie!
- 2017: The Taste of Salt (Kurzfilm)
- 2017: Jennifer Day TV (Fernsehserie, Episode 7x13)
- 2018: In a Pickle (Kurzfilm)
- 2018: Malvolia: The Queen of Screams (Fernsehserie, Episode 2x08)
- 2018: Hornet – Beschützer der Erde (Hornet)
- 2019: Homewrecker (Kurzfilm)
- 2019: Shevenge
- 2020: Bath Guy (Kurzfilm)
- 2022: Final X: The Final Experiment
- 2022: Family Affair

### Produzent
- 2013: Insomniac (Kurzfilm)
- 2016: A Moment (Kurzfilm)
- 2017: The Taste of Salt (Kurzfilm)
- 2019: Homewrecker (Kurzfilm)